# Microvalgus subemarginatus
Microvalgus subemarginatus är en skalbaggsart som beskrevs av Franz Antoine 1993. Microvalgus subemarginatus ingår i släktet Microvalgus och familjen Cetoniidae. Inga underarter finns listade i Catalogue of Life.